# Doncaster Knights
Doncaster Knights Rugby Football Club es un equipo de rugby con sede en la ciudad de Doncaster, Inglaterra.
Actualmente participa en el Champ Rugby, la segunda división profesional del rugby de Inglaterra.

## Historia
Fue fundado en 1875 como Doncaster Rugby Football Club.
A principios del siglo XX el club exploró brevemente en la modalidad de rugby league.
El club en la temporada 1987-88, cuando fueron creados los campeonatos de liga en el país, ingreso en la décima división, en los siguientes quince años experimento un acelerado ascenso que permitió superar ocho divisiones, actualmente el equipo se mueve entre la segunda y tercera categoría del rugby inglés.
En la temporada 2015-16 del RFU Championship el club fue subcampeón del torneo, hasta ahora ha sido la oportunidad en la que ha estado más cerca de ascender a la prestigiosa Premiership, el principal torneo profesional de rugby de Inglaterra.

## Palmarés
- National League 1 (2): 2004–05, 2013–14
- National League 2 (1): 2001-02